# Hendersonsnäppa
Hendersonsnäppa (Prosobonia sauli) är en utdöd fågel i familjen snäppor inom ordningen vadarfåglar. Den förekom tidigare på ön Henderson Island i östra Stilla havet. 

## Tidigare förekomst och utrotning
Hendersonsnäppan beskrevs 2020 utifrån subfossil funna på Henderson Island i östra Stilla havet. Materialet insamlades under Sir Peter Scott Commemorative Expedition 1991–1992 till ön. Arten tros ha dött ut efter 1000-talet, efter att människan anlände till ön. Möjligen utrotades den av polynesiska råttan som människan förde med sig.

## Beskrivning
Hendersonsnäppan var jämnstor med nu levande tuamotusnäppan och hade likt denna en för vadare påfallande kort och vass näbb. Den hade dock rakare näbb med bredare näbbspets. Den hade också längre ben, jämförbart med likaledes utdöda mooreasnäppan och tahitisnäppan. På fötterna var även avståndet mellan tredje och fjärde tån större. Dessa skillnader har tolkats som en anpassning till levnadsmiljön på Henderson Island, där den i brist på typiska vadarmiljöer utmed kusten troligen höll sig i skog och buskmarker inåt ön. Flera av fynden är gjorda i grottor omgivna av tät vegetation. Huruvida fjäderdräkten var gråbrun och tätt tvärbandad som hos geografiskt närmaste tuamotusnäppan eller otecknad rostbrun likt moorea- och tahitisnäpporna är okänt.

## Namn
Fågelns vetenskapliga artnamn hedrar Edward K. Saul, ornitolog baserad på Cooköarna som engagerat sig i bevarandet av rarotongamonarken.